# Le Prisonnier du Caucase (opéra)
Pour les articles homonymes, voir Le Prisonnier du Caucase.
Le Prisonnier du Caucase (en russe : Кавказский пленник, Kavkazski plennik) est un opéra en trois actes de César Cui sur un livret de Viktor Krylov (ru) d'après le poème le Prisonnier du Caucase  de Pouchkine.

## Composition
Il existe trois versions de l'opéra. La première version, en 1857-1858, comprenait seulement deux actes (qui deviendront plus tard les actes I et III), mais sa représentation a été annulée à cause de sa pauvre orchestration et de sa longueur insuffisante. Cependant l'ouverture, orchestrée par Mily Balakirev a été donnée en concert. Plusieurs années après, Cui a décidé de procéder à une révision de son opéra: en 1881-1882, il a ajouté un acte médian nouveau (acte II) et une autre danse à l'acte III. Cette version est celle qui a été donnée lors de la création en Russie. En 1885, dans la perspective d'une production en Belgique, il a allongé le finale de l'acte II, créant la troisième version de l'opéra.

## Historique des représentations
Le Prisonnier du Caucase a été créé le 4 février 1883 (16 février dans le calendrier grégorien), au théâtre Mariinsky de Saint-Pétersbourg sous la direction d'Eduard Nápravník. Cet opéra est devenu le plus joué des opéras complets du compositeur. Sa production à Liège en 1886 - rendue possible essentiellement grâce au soutien enthousiaste de l'amie de Cui, la Comtesse de Mercy-Argenteau - correspond à la première représentation d'un opéra du Groupe des Cinq en Occident. Néanmoins, à part cette exception, l'opéra semble ne jamais avoir été mis en scène à l'extérieur de la Russie impériale et être sorti du répertoire en Russie après la mort du compositeur.

## Distribution
| Rôle                     | Voix          |                                 |
| ------------------------ | ------------- | ------------------------------- |
| Kazenbek                 | basse         | Feodor Stravinski               |
| Fatima, sa fille         | soprano       | M. A. Slavina, F. N. Belinskaïa |
| Mar'iam, son amie        | mezzo-soprano | N. A. Fride                     |
| Abubeker, mari de fatima | baryton       | I. P. Priaznichnikov            |
| Fekherdin, un mollah     | basse         | M. M. Kolriakine                |
| Un prisonnier russe      | ténor         | M. D. Vassiliev                 |
| premier Circassien       | ténor         |                                 |
| second Circassien        | baryton       | V. F. Sobolev                   |
| Second mollah            | ténor         |                                 |